# Trausella
Trausella va ser un comune (municipi) de la ciutat metropolitana de Torí, a la regió italiana del Piemont, situat a uns 45 quilòmetres al nord de Torí. A 1 de gener de 2019 va passar a formar part del nou municipi de Valchiusa, juntament amb els municipis de Meugliano i Vico Canavese.